# Lijst van dierentuinen in Nederland
In onderstaand overzicht staan de dierentuinen/instanties vermeld die een dierentuinvergunning hebben.
Dit is een lijst van dierentuinen in Nederland.
| Dierentuin                                | Plaats                | Provincie     | Openingsjaar | Oppervlakte | Bezoekersaantallen | Opmerkingen                                                                                          |
| ----------------------------------------- | --------------------- | ------------- | ------------ | ----------- | ------------------ | --- |
| Aeres MBO                                 | Barneveld             | Gelderland    |              |             |                    | Eerste onderwijsinstelling in Nederland en in Europa met een dierentuinvergunning / dierentuinstatus |
| Almere Jungle                             | Almere                | Flevoland     | 2001         |             | 130.000 (2023)     | |
| Animal Farm                               | Beverwijk             | Noord-Holland |              |             |                    | |
| Apenheul                                  | Apeldoorn             | Gelderland    | 1971         | 13ha        | 500.000 (2024)     | |
| Aquazoo Leerdam                           | Leerdam               | Utrecht       | 1991         | 0,04ha      |                    | |
| AquaZoo Leeuwarden                        | Leeuwarden            | Friesland     | 2003         | 11ha        | 175.000 (2023)     | |
| Artis                                     | Amsterdam             | Noord-Holland | 1838         | 14ha        | 1.272.515 (2024)   | |
| Artisklas Haarlem                         | Haarlem               | Noord-Holland | 1964         |             | 7.803 (2024)       | |
| Avonturia                                 | Den Haag              | Zuid-Holland  | 1976         | 0,8ha       |                    | Dit park is hoofdzakelijk een dierenwinkel. De dierentuin is compleet binnen.                        |
| Berkenhof Tropical Zoo                    | Langeweegje           | Zeeland       | 1994         | 0,14ha      |                    | |
| BestZoo                                   | Best                  | Noord-Brabant | 1932         |             | 35.000 (2014)      | |
| Burgers' Zoo                              | Arnhem                | Gelderland    | 1913         | 45ha        | 1.074.594 (2024)   | |
| Centerparcs Nederland NV - Het Heijderbos | Heijen                | Limburg       | 1986         |             |                    | |
| Centrum voor Natuur- en Milieu Educatie   | Amersfoort            | Utrecht       | 2010         |             |                    | |
| Deltapark Neeltje Jans                    | Oosterschelde         | Zeeland       | 1986         |             | 334.000 (2018)     | |
| DierenPark Amersfoort                     | Amersfoort            | Utrecht       | 1948         | 20ha        | 810.000 (2024)     | |
| Dierenpark Hoenderdaell                   | Anna Paulowna         | Noord-Holland | 1992         | 64ha        | 300.000 (2024)     | Stichting Leeuw en SOS Dolfijn zijn hier gevestigd.                                                  |
| Diergaarde Blijdorp                       | Rotterdam             | Zuid-Holland  | 1855         | 28ha        | 1.412.295 (2024)   | |
| DoeZoo Insektenwereld                     | Leens                 | Groningen     | 1998         |             |                    | |
| Dolfinarium Harderwijk                    | Harderwijk            | Gelderland    | 1965         | 11,5ha      | 586.300 (2016)     | |
| Ecomare                                   | De Koog (Texel)       | Noord-Holland | 1929         | 0,54ha      | 271.765 (2019)     | |
| Eindhoven Zoo                             | Mierlo                | Noord-Brabant | 2004         | 16ha        | 260.000 (2023)     | Tot 2024 heette het park Dierenrijk Mierlo                                                           |
| Faunapark Flakkee                         | Nieuwe-Tonge          | Zuid-Holland  | 1995         | 2,5ha       |                    | |
| Fort Kijkduin                             | Den Helder            | Noord-Holland | 1996         |             | 40.000 (2022)      | |
| GaiaZOO                                   | Kerkrade              | Limburg       | 2005         | 18,5ha      | 475.000 (2023)     | |
| Hof van Eckberge                          | Eibergen              | Gelderland    | 2012         | 2,5ha       | 100.000 (2023)     | |
| Kabouterland                              | Exloo                 | Drenthe       |              |             |                    | |
| Kasteelpark Born                          | Born                  | Limburg       | 1970         | 4,5ha       | 80.000 (2024)      | |
| Muzeeaquarium Delfzijl                    | Delfzijl              | Groningen     | 1960         |             | 23.536 (2023)      | |
| Natuurcentrum Ameland                     | Ameland               | Friesland     | 1972         |             | 18.976 (2021)      | |
| Dierenpark De Oliemeulen                  | Tilburg               | Noord-Brabant | 1987         |             | 50.000 (2016)      | |
| Ouwehands Dierenpark                      | Rhenen                | Utrecht       | 1932         | 22ha        | 1.135.600 (2024)   | |
| Pantropica (voorheen de Orchideeën Hoeve) | Luttelgeest           | Flevoland     | 1984         | 2,5ha       | 488.017 (2024)     | |
| Plaswijckpark                             | Rotterdam             | Zuid-Holland  | 1923         | 15ha        | 440.000 (2014)     | |
| Reptielenhuis De Aarde                    | Breda                 | Noord-Brabant | 2012         | 0,06ha      | 25.000 (2021)      | |
| Reptielenzoo Iguana                       | Vlissingen            | Zeeland       | 1982         | 0,4ha       | 37.000 (2023)      | |
| Safaripark Beekse Bergen                  | Hilvarenbeek          | Noord-Brabant | 1968         | 120ha       | 1.560.000 (2024)   | Grootste dierenpark van de Benelux.                                                                  |
| Sea Life Scheveningen                     | Scheveningen          | Zuid-Holland  | 1993         |             | 250.000 (2023)     | |
| Stichting AAP                             | Almere                | Flevoland     | 1972         |             |                    | |
| Stichting Das & Boom                      | Beek-Ubbergen         | Gelderland    | 2011         |             |                    | |
| Taman Indonesia                           | Kallenkote            | Overijssel    |              |             |                    | |
| Texel ZOO                                 | Oosterend             | Noord-Holland | 1994         |             | 25.000 (2023)      | De dierentuin moet sluiten binnen de komende jaren.                                                  |
| Uilen- en Dierenpark De Paay              | Beesd                 | Gelderland    | 1992         | 2ha         |                    | |
| Van Blanckendaell Park                    | Tuitjenhorn           | Noord-Holland | 2007         |             |                    | |
| Vlinderparadijs Papiliorama               | Havelte               | Drenthe       | 1998         | 0,09ha      | 30.000 (2023)      | |
| Vlinders aan de Vliet                     | Leidschendam          | Zuid-Holland  | 2006         | 0,08ha      | 35.000 (2023)      | |
| Vlindersafari                             | Gemert (Gemert-Bakel) | Noord-Brabant | 2017         |             |                    | |
| Vlindertuin De Kas                        | Zutphen               | Gelderland    |              |             |                    | |
| Vlindorado                                | Waarland              | Noord-Holland | 2000         | 0,225ha     | 35.000 (2022)      | |
| Vogelpark Avifauna                        | Alphen aan de Rijn    | Zuid-Holland  | 1950         | 15ha        | 345.000 (2023)     | |
| Vogelpark Ruinen                          | Ruinen                | Drenthe       | 2000         |             |                    | |
| Vogelrevalidatiecentrum Zundert           | Zundert               | Noord-Brabant |              |             |                    | |
| Wereldtuinen Mondo Verde                  | Landgraaf             | Limburg       | 2002         | 25ha        |                    | Heeft ook attracties.                                                                                |
| Wildlands Adventure Zoo Emmen             | Emmen                 | Drenthe       | 2016         | 24ha        | 951.000 (2024)     | Heeft ook attracties.                                                                                |
| Wonderwereld                              | Ter Apel              | Groningen     |              |             |                    | |
| Zee Aquarium Bergen aan Zee               | Bergen aan Zee        | Noord-Holland | 1956         |             |                    | |
| Dierenpark Zie-ZOO                        | Volkel                | Noord-Brabant | 2000         | 5ha         | 45.000 (2019)      | |
| Zoo Veldhoven                             | Veldhoven             | Noord-Brabant | 2014         | 17ha        | 10.790 (2012)      | |
| ZooParc Overloon                          | Overloon              | Noord-Brabant | 2000         | 20ha        | 200.000 (2023)     | |

## Opgeheven dierentuinen
- Animali Vogel- en dierenpark
- Botanische Tuinen Universiteit Utrecht
- Dierenpark Emmen
- Dierenpark Wassenaar
- Dierenpark Wissel
- Dolfirama
- Dolfirodam
- Fazanterie de Rooie Hoeve
- Grottenaquarium Valkenburg
- Haagse Dierentuin
- Het Arsenaal
- Informatiecentrum De Noordwester
- Kasteeltuinen Arcen
- Klein Costa Rica vlindertuin
- Klant’s Dierentuin
- Labyrinth Boekelo
- Naturalis Biodiversity Center
- Omnium Goes Tropisch bos
- Passiflorahoeve
- Reptielenzoo "SERPO"
- Schildpaddencentrum
- Stichting Fries Natuurhistorisch Museum
- Stonehenge Wildlife
- Tilburgs dierenpark
- Tropisch Oosten
- Vogel- en wandelpark Abbeweer
- Zodiac Zoos